# El Achour
El Achour (în arabă العاشور) este o comună din provincia Alger, Algeria.
Populația comunei este de 41.070 locuitori (2008).